# Ischnocnema nasuta
Espèce
Synonymes
- Hylodes nasutus Lutz, 1925
- Eleutherodactylus nasutus (Lutz, 1925)

Statut de conservation UICN

 LC  : Préoccupation mineure
Ischnocnema nasuta  est une espèce d'amphibiens de la famille des Brachycephalidae.

## Répartition
Cette espèce est endémique du Brésil. Elle se rencontre de 50 à 1 300 m d'altitude dans les États de Espirito Santo, du Minas Gerais, de Rio de Janeiro et de Sao Paulo.

## Description
Les mâles mesurent de 24,7 à 41,5 mm et les femelles de 36,1 à 53,9 mm.

## Publication originale
- Lutz, 1925 : Batrachiens du Brésil II. Compte Rendu des Séances de la Société de Biologie Paris, vol. 93, p. 211–214.